# Boucles de la Mayenne 2023
48. ročník etapového cyklistického závodu Boucles de la Mayenne se konal mezi 25. a 28. květnem 2023 ve francouzském departementu Mayenne. Celkovým vítězem se stal Španěl Oier Lazkano z týmu Movistar Team. Na druhém a třetím místě se umístili Francouzi Arnaud Démare (Groupama–FDJ) a Axel Zingle (Cofidis). Závod byl součástí UCI ProSeries 2023 na úrovni 2.Pro.

## Týmy
Závodu se zúčastnilo 6 z 18 UCI WorldTeamů, 11 UCI ProTeamů a 4 UCI Continental týmy. Všechny týmy nastoupily na start s šesti závodníky kromě týmů Caja Rural–Seguros RGA a UAE Team Emirates s pěti jezdci a týmu Team Flanders–Baloise s čtyřmi jezdci, závod tak odstartovalo 122 jezdců. Do cíle v Laval dojelo 112 z nich.
UCI WorldTeamy
- AG2R Citroën Team
- Arkéa–Samsic
- Cofidis
- Groupama–FDJ
- Movistar Team
- UAE Team Emirates

UCI ProTeamy
- Bingoal WB
- Burgos BH
- Caja Rural–Seguros RGA
- Equipo Kern Pharma
- Human Powered Health
- Lotto–Dstny
- Q36.5 Pro Cycling Team
- Team Flanders–Baloise
- Team TotalEnergies
- Tudor Pro Cycling Team
- Uno-X Pro Cycling Team

UCI Continental týmy
- CIC U Nantes Atlantique
- Nice Métropole Côte d'Azur
- St. Michel–Mavic–Auber93
- Van Rysel–Roubaix–Lille Métropole

## Trasa a etapy
| Etapa         | Datum         | Trasa                                        | Vzdálenost    | Typ      | Typ                  | Vítěz                 |
| ------------- | ------------- | -------------------------------------------- | ------------- | -------- | -------------------- | --------------------- |
| P             | 25. května    | Laval (Espace Mayenne)                       | 4,1 km        |          | Individuální časovka | Ivo Oliveira (POR)    |
| 1             | 26. května    | Saint-Mars-sur-Colmont – Lassay-les-Châteaux | 185,2 km      |          | Zvlněná etapa        | Oier Lazkano (ESP)    |
| 2             | 27. května    | Saint-Berthevin – Meslay-du-Maine            | 181,3 km      |          | Rovinatá etapa       | Arnaud Démare (FRA)   |
| 3             | 28. května    | Montsûrs – Laval                             | 167 km        |          | Zvlněná etapa        | Arvid de Kleijn (NED) |
| Celková délka | Celková délka | Celková délka                                | Celková délka | 537,6 km | 537,6 km             | 537,6 km              |

## Průběžné pořadí
| Etapa          | Vítěz           | Celkové pořadí | Bodovací soutěž | Vrchařská soutěž | Soutěž mladých jezdců | Soutěž týmů       |
| -------------- | --------------- | -------------- | --------------- | ---------------- | --------------------- | ----------------- |
| P              | Ivo Oliveira    | Ivo Oliveira   | Ivo Oliveira    | neuděleno        | Maikel Zijlaard       | AG2R Citroën Team |
| 1              | Oier Lazkano    | Oier Lazkano   | Oier Lazkano    | Jacob Hindsgaul  | Oier Lazkano          | Movistar Team     |
| 2              | Arnaud Démare   | Oier Lazkano   | Arnaud Démare   | Jacob Hindsgaul  | Oier Lazkano          | Movistar Team     |
| 3              | Arvid de Kleijn | Oier Lazkano   | Arnaud Démare   | Jacob Hindsgaul  | Oier Lazkano          | Movistar Team     |
| Konečné pořadí | Konečné pořadí  | Oier Lazkano   | Arnaud Démare   | Jacob Hindsgaul  | Oier Lazkano          | Movistar Team     |

- V 1. etapě nosil Axel Zingle, jenž byl druhý v bodovací soutěži, zelený dres, neboť lídr této klasifikace Ivo Oliveira nosil žlutý dres lídra celkového pořadí.
- Ve 2. etapě nosil Axel Zingle, jenž byl třetí v bodovací soutěži, zelený dres, neboť lídr této klasifikace Oier Lazkano nosil žlutý dres lídra celkového pořadí a druhý závodník této klasifikace Jacob Hindsgaul Madsen nosil puntíkovaný dres lídra vrchařské soutěže.
- Ve etapách 2 a 3 nosil Ewen Costiou, jenž byl třetí v soutěži mladých jezdců, bílý dres, neboť lídr této klasifikace Oier Lazkano nosil žlutý dres lídra celkového pořadí a druhý závodník této klasifikace Jacob Hindsgaul Madsen nosil puntíkovaný dres lídra vrchařské soutěže.

## Konečné pořadí
| Legenda | Legenda                         | Legenda | Legenda                               |
| ------- | ------------------------------- | ------- | ------------------------------------- |
|         | Označuje lídra celkového pořadí |         | Označuje lídra vrchařské soutěže      |
|         | Označuje lídra bodovací soutěže |         | Označuje lídra soutěže mladých jezdců |

### Celkové pořadí
| Pořadí | Jezdec                       | Tým                    | Čas         |
| ------ | ---------------------------- | ---------------------- | ----------- |
| 1      | Oier Lazkano (ESP)           | Movistar Team          | 12h 35' 30" |
| 2      | Arnaud Démare (FRA)          | Groupama–FDJ           | + 29"       |
| 3      | Axel Zingle (FRA)            | Cofidis                | + 33"       |
| 4      | Ivo Oliveira (POR)           | UAE Team Emirates      | + 38"       |
| 5      | Milan Menten (BEL)           | Lotto–Dstny            | + 40"       |
| 6      | Jacob Hindsgaul Madsen (DEN) | Uno-X Pro Cycling Team | + 43"       |
| 7      | Sandy Dujardin (FRA)         | Team TotalEnergies     | + 45"       |
| 8      | Benoît Cosnefroy (FRA)       | AG2R Citroën Team      | + 45"       |
| 9      | Mathias Norsgaard (DEN)      | Movistar Team          | + 46"       |
| 10     | Clément Venturini (FRA)      | AG2R Citroën Team      | + 47"       |

### Bodovací soutěž
| Pořadí | Jezdec                       | Tým                               | Body |
| ------ | ---------------------------- | --------------------------------- | ---- |
| 1      | Arnaud Démare (FRA)          | Groupama–FDJ                      | 69   |
| 2      | Axel Zingle (FRA)            | Cofidis                           | 62   |
| 3      | Milan Menten (BEL)           | Lotto–Dstny                       | 48   |
| 4      | Arvid de Kleijn (NED)        | Tudor Pro Cycling Team            | 41   |
| 5      | Oier Lazkano (ESP)           | Movistar Team                     | 37   |
| 6      | Ivo Oliveira (POR)           | UAE Team Emirates                 | 29   |
| 7      | Jacob Hindsgaul Madsen (DEN) | Uno-X Pro Cycling Team            | 28   |
| 8      | Sandy Dujardin (FRA)         | Team TotalEnergies                | 27   |
| 9      | Célestin Guillon (FRA)       | Van Rysel–Roubaix–Lille Métropole | 24   |
| 10     | Manuel Peñalver (ESP)        | Burgos BH                         | 21   |

### Vrchařská soutěž
| Pořadí | Jezdec                       | Tým                               | Body |
| ------ | ---------------------------- | --------------------------------- | ---- |
| 1      | Jacob Hindsgaul Madsen (DEN) | Uno-X Pro Cycling Team            | 45   |
| 2      | Marco Tizza (ITA)            | Bingoal WB                        | 26   |
| 3      | Flavien Maurelet (FRA)       | St. Michel–Mavic–Auber93          | 16   |
| 4      | Célestin Guillon (FRA)       | Van Rysel–Roubaix–Lille Métropole | 15   |
| 5      | Maximilien Juillard (FRA)    | Van Rysel–Roubaix–Lille Métropole | 9    |
| 6      | Maël Guégan (FRA)            | CIC U Nantes Atlantique           | 9    |
| 7      | Oier Lazkano (ESP)           | Movistar Team                     | 8    |
| 8      | Jon Barrenetxea (ESP)        | Caja Rural–Seguros RGA            | 8    |
| 9      | Ewen Costiou (FRA)           | Arkéa–Samsic                      | 6    |
| 10     | Samuel Leroux (FRA)          | Van Rysel–Roubaix–Lille Métropole | 6    |

### Soutěž mladých jezdců
| Pořadí | Jezdec                       | Tým                      | Čas         |
| ------ | ---------------------------- | ------------------------ | ----------- |
| 1      | Oier Lazkano (ESP)           | Movistar Team            | 12h 35' 30" |
| 2      | Jacob Hindsgaul Madsen (DEN) | Uno-X Pro Cycling Team   | + 43"       |
| 3      | Ewen Costiou (FRA)           | Arkéa–Samsic             | + 49"       |
| 4      | Jon Barrenetxea (ESP)        | Caja Rural–Seguros RGA   | + 49"       |
| 5      | Nicolò Parisini (ITA)        | Q36.5 Pro Cycling Team   | + 50"       |
| 6      | Aaron Van der Bekken (BEL)   | Bingoal WB               | + 56"       |
| 7      | Laurence Pithie (NZL)        | Groupama–FDJ             | + 56"       |
| 8      | Thomas Gachignard (FRA)      | St. Michel–Mavic–Auber93 | + 58"       |
| 9      | Vinícius Rangel Costa (BRA)  | Movistar Team            | + 59"       |
| 10     | Danny van der Tuuk (NED)     | Equipo Kern Pharma       | + 1' 00"    |

### Soutěž týmů
| Pořadí | Tým                               | Čas         |
| ------ | --------------------------------- | ----------- |
| 1      | Movistar Team                     | 37h 48' 26" |
| 2      | Groupama–FDJ                      | + 32"       |
| 3      | Team TotalEnergies                | + 34"       |
| 4      | Arkéa–Samsic                      | + 39"       |
| 5      | Van Rysel–Roubaix–Lille Métropole | + 43"       |
| 6      | Uno-X Pro Cycling Team            | + 45"       |
| 7      | Q36.5 Pro Cycling Team            | + 56"       |
| 8      | Bingoal WB                        | + 1' 01"    |
| 9      | Burgos BH                         | + 1' 02"    |
| 10     | Equipo Kern Pharma                | + 1' 03"    |